# Acraea yemensis
Acraea yemensis är en fjärilsart som beskrevs av Le Doux 1931. Acraea yemensis ingår i släktet Acraea och familjen praktfjärilar. Inga underarter finns listade i Catalogue of Life.